# باكستان في الألعاب الأولمبية الصيفية 2012
من المقرر أن تتنافس باكستان في الألعاب الأولمبية الصيفية 2012 في لندن، المملكة المتحدة من 27 يوليو إلى 12 أغسطس، 2012.

## هوكي الحقل
ضمنت باكستان مركزها في حدث الرجال بعد الفوز بالميدالية الذهبية في الألعاب الآسيوية 2010 التي إقيمت في قوانغتشو، الصين.